# Neurigona dobrogica
Neurigona dobrogica är en tvåvingeart som beskrevs av Parvu 1996. Neurigona dobrogica ingår i släktet Neurigona och familjen styltflugor. Inga underarter finns listade i Catalogue of Life.